# Lovers Live
Lovers Live is het eerste livealbum van de band rondom Sade Adu.
Na het uitbrengen van het studioalbum Lovers Rock verzorgde de band in juli, augustus en september een aantal optredens in de Verenigde Staten en Canada. Tijdens de laatste twee concerten uit de reeks in Anaheim (Californië) en Inglewood (Californië) werden beeld- en geluidsopnamen gemaakt. Het resulteerde in de cd en dvd; die laatste onder regie van Sophie Muller. De dan al jaren samen optredende band werd vergezeld door vijf gastmusici om studiowerk over te brengen naar het podium. Tijdens de concertreeks werd een mengeling gespeeld van de hits en het nieuwe werk. 
De meningen over het resultaat waren gemengd; liefhebbers van haar zang liepen er mee weg, anderen vonden het te zoetgevooisd.  

## Musici
- Sade Adu – zang
- Stuart Matthewman – gitaren, saxofoon
- Andrew Hale – toetsinstrumenten
- Paul S. Denman – basgitaar

Met
- Ryan Waters – gitaren
- Pete Lewinson – drumstel
- Karl Van den Bossche – percussie
- Lenny Osborne – zang, gitaren, dwarsfluit
- Tony Momrelle – zang

## Muziek
| Nr. | Titel                                                           | Duur |
| --- | --------------------------------------------------------------- | ---- |
| 1.  | Cherish the Day (Adu, Hale, Matthewman)                         | 6:37 |
| 2.  | Somebody Already Broke My Heart (Adu, Hale, Matthewman, Denman) | 5;13 |
| 3.  | Smooth Operator (Adu, Ray St. John)                             | 4:16 |
| 4.  | Jezebel (Adu, Matthewman)                                       | 6:44 |
| 5.  | Kiss of Life (Adu, Hale, Matthewman, Denman)                    | 4:58 |
| 6.  | Slave Song (Adu, Hale, Matthewman, Denman)                      | 4:35 |
| 7.  | The Sweetest Gift (Adu, Hale, Matthewman, Denman)               | 2:32 |
| 8.  | The Sweetest Taboo (Adu, Martin Ditcham)                        | 6:01 |
| 9.  | Paradise (Adu, Hale, Matthewman, Denman)                        | 4:32 |
| 10. | No Ordinary Love (Adu, Matthewman)                              | 6:09 |
| 11. | By Your Side (Adu, Hale, Matthewman, Denman)                    | 4:54 |
| 12. | Flow (Adu, Hale, Matthewman, Denman)                            | 5:01 |
| 13. | Is It a Crime? (Adu, Hale, Matthewman)                          | 8:23 |

In Slave Song is een melodie verwerkt geschreven door Donald Manning, Neville Collisn en Linford Elijah Manning; bekend onder de titel African Race uitgevoerd door The Abyssinians.

## Nasleep
Het album wist opnieuw veel hitlijsten in Amerika en Europa te halen. Uitschieters daarin waren de albumlijsten van Griekenland (een vijfde plaats), de Billboard 200 (een tiende plaats in vijftien weken) en de Waalse lijst (plaats 11 in 5 weken). Nederland (plaats 43 in 13 weken) en Vlaanderen (plaats 34 in 3 weken)  en Engeland (plaats 51 in drie weken) bleven daarbij achter. In de nasleep van optredens en album werd het lange tijd stil rond Sade; nieuw materiaal volgde pas in 2010 met studioalbum Soldier of Love. 